# MTV Pulse (Italia)
MTV Pulse è stato un canale televisivo a pagamento prodotto da MTV Italia S.r.l.. Era disponibile con le piattaforme televisive Sky, TV di Fastweb, Alice Home TV e Infostrada TV.
Lanciato il 1º ottobre 2007, in occasione dei 10 anni di MTV, MTV Pulse dedicava tutta la sua programmazione ai teenager con i loro videoclip preferiti alternati dalle ultime produzioni MTV più in voga.
Il 10 gennaio 2011 il canale ha chiuso i battenti e ha avuto un nuovo sostituto, la versione inglese di MTV Dance.

## Programmi
- Clipshake
- Just Dance
- Love Test
- Milk Clip
- Official Top 20
- Rock Hour
- Sex Factor
- Storytellers
- YO Best of Rap
- Videorama
- 30 minutes of
- A Shot at Love with Tila Tequila
- Coffee Break
- College Rock
- Dance Hour
- Girls Rock!
- Life of Ryan
- Mighty Moshin' Emo Rangers
- My Super Sweet Sixteen
- My TRL Video
- Pimp My Ride
- Total Request Live
- Videorama

## Curiosità
- Per il primo giorno di trasmissione, il canale ha mandato in onda la Top 100 dei video che caratterizzano il programma.
- MTV Pulse è nato a 00:00 del 1º ottobre 2007 assieme ad MTV Gold; inoltre, nello stesso giorno, alla stessa ora, è iniziata la diffusione in Italia (attraverso la piattaforma Sky) di VH1 Europe.